# سليمان أومو
سليمان أومو (بالإنجليزية: Suleiman Omo)‏ هو لاعب كرة قدم نيجيري في مركز الوسط، ولد في 15 ديسمبر 1985 في ولاية كوارة في نيجيريا. لعب مع نادي بانيونيوس ونادي موغرن.

## وصلات خارجية
- سليمان أومو على موقع قاعدة بيانات كرة القدم.إي يو (الإنجليزية)
- سليمان أومو على موقع Soccerway.com (الإنجليزية)
- سليمان أومو على موقع عالم كرة القدم.نت (الإنجليزية)